# Bob- und Skeleton-Weltmeisterschaften 2016/Viererbob (Männer)
Der Viererbob-Wettbewerb der Männer bei den Bob- und Skeleton-Weltmeisterschaften 2016 wurde am 20. und 21. Februar 2016 in insgesamt vier Läufen ausgetragen.

## Ergebnisse
| Platz                                   | Land                   | Sportler                                                                 | 1. Lauf | 2. Lauf | 1. Tag  | 3. Lauf | 4. Lauf | Gesamt               |
| --------------------------------------- | ---------------------- | ------------------------------------------------------------------------ | ------- | ------- | ------- | ------- | ------- | -------------------- |
| 1                                       | Lettland               | Oskars Melbārdis Daumants Dreiškens Arvis Vilkaste Jānis Strenga         | 50,92   | 51,22   | 1:42,14 | 51,15   | 50,98   | 3:24,27 min          |
| 2                                       | Deutschland            | Francesco Friedrich Candy Bauer Gregor Bermbach Thorsten Margis          | 50,61   | 51,12   | 1:41,73 | 51,39   | 51,19   | 3:24,31 min + 0.04 s |
| 3                                       | Schweiz                | Rico Peter Janne Bror van der Zijde Simon Friedli Thomas Amrhein         | 50,81   | 51,24   | 1:41,05 | 51,27   | 51,17   | 3:24,49 min + 0.22 s |
| 4                                       | Deutschland            | Nico Walther Marko Hübenbecker Christian Poser Eric Franke               | 50,77   | 51,23   | 1:42,00 | 51,44   | 51,22   | 3:24,66 min + 0.39 s |
| 5                                       | Österreich             | Benjamin Maier Marco Rangl Markus Sammer Dănuț Moldovan                  | 50,91   | 51,31   | 1:42,22 | 51,30   | 51,16   | 3:24,68 min + 0.41 s |
| 6                                       | Deutschland            | Johannes Lochner Sebastian Mrowka Joshua Bluhm Matthias Sommer           | 50,87   | 51,31   | 1:42,18 | 51,40   | 51,17   | 3:24,75 min + 0.48 s |
| 7                                       | Deutschland            | Maximilian Arndt Kevin Korona Ben Heber Martin Putze                     | 50,83   | 51,23   | 1:42,06 | 51,40   | 51,30   | 3:24,76 min + 0.49 s |
| 8                                       | Russland               | Alexei Stulnew Maxim Mokroussow Wassili Kondratenko Roman Koshelev       | 51,00   | 51,44   | 1:42,44 | 51,65   | 51,36   | 3:25,45 min + 1.18 s |
| 9                                       | Lettland               | Oskars Ķibermanis Janis Jansons Matiss Miknis Vairis Leiboms             | 51,07   | 51,42   | 1:42,49 | 51,67   | 51,41   | 3:25,57 min + 1.30 s |
| 10                                      | Vereinigtes Königreich | John Jackson Brad Hall John Baines Andrew Matthews                       | 51,22   | 51,53   | 1:42,75 | 51,64   | 51,39   | 3:25,78 min + 1.51 s |
| 11                                      | Kanada                 | Chris Spring Joshua Kirkpatrick Lascelles Brown Samuel Giguere           | 51,21   | 51,49   | 1:42,70 | 51,75   | 51,36   | 3:25,81 min + 1.54 s |
| 12                                      | Frankreich             | Loic Costerg Vincent Castell Yannis Pujar Jeremie Boutherin              | 51,31   | 51,63   | 1:42,94 | 51,61   | 51,40   | 3:25,95 min + 1.68 s |
| 13                                      | Russland               | Nikita Sacharow Pjotr Moissejew Yury Selikhov Kirill Antjuch             | 51,20   | 51,59   | 1:42,79 | 51,72   | 51,50   | 3:26,01 min + 1.74 s |
| 14                                      | Vereinigte Staaten     | Nick Cunningham James Reed Casey Wickline Sam Wichener                   | 51,31   | 51,64   | 1:42,95 | 51,91   | 51,42   | 3:26,28 min + 2.01 s |
| 15                                      | Kanada                 | Justin Kripps Alexander Kopacz Derek Plug Benjamin Coakwell              | 51,17   | 51,86   | 1:43,03 | 51,89   | 51,89   | 3:26,51 min + 2.24 s |
| 16                                      | Lettland               | Ugis Zalims Raivis Zirups Helvijs Lusis Intars Dambis                    | 51,40   | 51,81   | 1:43,21 | 51,91   | 51,41   | 3:26,54 min + 2.27 s |
| 17                                      | Südkorea               | Won Yun-jong Kim Jung-su Kim Kyung-hyun Oh Jea-han                       | 51,45   | 51,83   | 1:43,28 | 51,90   | 51,61   | 3:26,79 min + 2.52 s |
| 18                                      | Italien                | Simone Bertazzo Costantino Ughi Giovanni Mulassano Simone Fontana        | 51,39   | 51,84   | 1:43,23 | 51,85   | 51,73   | 3:26,81 min + 2.54 s |
| 19                                      | Tschechien             | Dominik Dvorak Jan Stoklaska Dominik Suchy Jakub Nosek                   | 51,42   | 51,66   | 1:43,07 | 52,01   | 51,74   | 3:26,83 min + 2.56 s |
| Für den vierten Lauf nicht qualifiziert |                        |                                                                          |         |         |         |         |         |                      |
| 20                                      | Vereinigte Staaten     | Steven Holcomb Nicholas Taylor Frank del Luca Carlo Valdes Sam Mc Guffie | 51,52   | 51,67   | 1:43,19 | 52,02   | −       | 2:35.21 min          |
| 21                                      | Vereinigtes Königreich | Lamin Deen Joel Fearon Ben Simons Bruce Tasker                           | 50,86   | 51,17   | 1:42,03 | 53,22   | −       | 2:35.25 min          |
| 22                                      | Schweiz                | Pius Meyerhans Marcel Dobler Nikolai Ekimov Marius Brönning              | 51,50   | 51,77   | 1:43,27 | 52,19   | −       | 2:35.46 min          |
| 23                                      | Brasilien              | Edson Bindilatti Edson Martins Erick Geronimo Rafael da Silva            | 51,74   | 51,88   | 1:43,62 | 51,96   | −       | 2:35.58 min          |
| 24                                      | Österreich             | Lukas Kolb Adrian Platzgummer Markus Glück Markus Treichl                | 51,81   | 52,02   | 1:43,83 | 51,91   | −       | 2:35.74 min          |
| 25                                      | Polen                  | Mateusz Luty Grzegorz Kossakowski Lukasz Miedzik Jakub Zakrzewski        | 51,90   | 52,03   | 1:43,93 | 52,16   | −       | 2:36.09 min          |
| 26                                      | Niederlande            | Ivo de Bruin Dennis Veenker Igor Brink Rudy Mensink                      | 51,92   | 52,04   | 1:43,96 | 52,29   | −       | 2:36.25 min          |
| 27                                      | Tschechien             | Radek Matousek Jaroslav Kopriva Jan Sindelar David Egidy                 | 52,39   | 52,11   | 1:44,50 | 52,29   | −       | 2:36.79 min          |
| 28                                      | Serbien                | Vuk Radenovic Stefan Vujanic Aleksandar Krajisnik Damjan Zlatnar         | 51,83   | 52,45   | 1:44,28 | 52,70   | −       | 2:36.98 min          |
| 29                                      | Rumänien               | Dorin Grigore Gabriel Salajan Florin Crăciun George Nicolae              | 52,29   | 52,47   | 1:44,76 | 52,65   | −       | 2:37.41 min          |
| DSQ (8)                                 | Russland               | Alexander Kasjanow Ilwir Chusin Alexei Saizew Alexei Puschkarjow         | 50,76   | 51,25   | 1:42,01 | 51,55   | 51,37   | 3:24,93 + 0,66       |